# Simon Falette
Simon Falette (Le Mans, 19 febbraio 1992) è un calciatore guineano con cittadinanza francese, difensore svincolato.

## Statistiche

### Presenze e reti nei club
Statistiche aggiornate al 9 gennaio 2020.
| Stagione                     | Squadra                      | Campionato                   | Campionato | Campionato | Coppe nazionali | Coppe nazionali | Coppe nazionali | Coppe continentali | Coppe continentali | Coppe continentali | Altre coppe | Altre coppe | Altre coppe | Totale | Totale |
| Stagione                     | Squadra                      | Comp                         | Pres       | Reti       | Comp            | Pres            | Reti            | Comp               | Pres               | Reti               | Comp        | Pres        | Reti        | Pres   | Reti   |
| ---------------------------- | ---------------------------- | ---------------------------- | ---------- | ---------- | --------------- | --------------- | --------------- | ------------------ | ------------------ | ------------------ | ----------- | ----------- | ----------- | ------ | ------ |
| 2011-2012                    | Lorient                      | L1                           | 1          | 0          | CF+CdL          | -               | -               | -                  | -                  | -                  | -           | -           | -           | 1      | 0      |
| 2012-2013                    | Laval                        | L2                           | 29         | 3          | CF+CdL          | 0+1             | 0               | -                  | -                  | -                  | -           | -           | -           | 30     | 3      |
| 2013-2014                    | Brest                        | L2                           | 32         | 1          | CF+CdL          | 1+0             | 0               | -                  | -                  | -                  | -           | -           | -           | 33     | 1      |
| 2014-2015                    | Brest                        | L2                           | 32         | 1          | CF+CdL          | 3+1             | 0               | -                  | -                  | -                  | -           | -           | -           | 33     | 1      |
| 2015-2016                    | Brest                        | L2                           | 34         | 1          | CF+CdL          | 0               | 0               | -                  | -                  | -                  | -           | -           | -           | 33     | 1      |
| Totale Brest                 | Totale Brest                 | Totale Brest                 | 98         | 3          |                 | 5               | 0               |                    | -                  | -                  |             | -           | -           | 103    | 3      |
| 2016-2017                    | Metz                         | L1                           | 35         | 3          | CF+CdL          | 1+3             | 0               | -                  | -                  | -                  | -           | -           | -           | 39     | 3      |
| ago. 2017                    | Metz                         | L1                           | 1          | 0          | CF+CdL          | -               | -               | -                  | -                  | -                  | -           | -           | -           | 1      | 0      |
| Totale Metz                  | Totale Metz                  | Totale Metz                  | 36         | 3          |                 | 4               | 0               |                    | -                  | -                  |             | -           | -           | 40     | 3      |
| ago. 2017-2018               | Eintracht Francoforte        | BL                           | 27         | 1          | CG              | 1               | 0               | -                  | -                  | -                  | -           | -           | -           | 28     | 1      |
| 2018-2019                    | Eintracht Francoforte        | BL                           | 7          | 0          | CG              | 0               | 0               | UEL                | 7                  | 0                  | -           | -           | -           | 14     | 0      |
| 2019-gen. 2020               | Eintracht Francoforte        | BL                           | 1          | 0          | CG              | 0               | 0               | UEL                | 0                  | 0                  | -           | -           | -           | 1      | 0      |
| Totale Eintracht Francoforte | Totale Eintracht Francoforte | Totale Eintracht Francoforte | 35         | 1          |                 | 1               | 0               |                    | 7                  | 0                  |             | -           | -           | 43     | 1      |
| Totale carriera              | Totale carriera              | Totale carriera              | 199        | 10         |                 | 11              | 0               |                    | 7                  | 0                  |             | -           | -           | 217    | 10     |

## Palmarès

### Club

#### Competizioni nazionali
- Coppa di Germania: 1

Eintracht Francoforte: 2017-2018